# 764
سنة 764 م كانت سنة كبيسة تبدأ يوم الأحد (الرابط يظهر نموذج التقويم الكامل للسنة) من التقويم اليولياني. بدأت تسمية السنة ب764 منذ العصور الوسطى المبكرة، عندما أصبح تقويم أنو دوميني هو الأسلوب السائد في أوروبا لتسمية السنوات

## مواليد
- أبو ثور البغدادي، فقيه مسلم.
- أبو محمد موسى الهادي، الخليفة العباسي.

## وفيات
- عبد الله بن علي بن عبد الله، أمير عباسي وقائد معركة الزاب ضد الأمويين.